# Caso Alsasua
El caso Alsasua es un caso judicial en contra de ocho jóvenes condenados por una agresión que tuvo lugar en la madrugada del 15 de octubre de 2016 en un bar de dicho municipio en la que agredieron a dos agentes de la Guardia Civil fuera de servicio y a sus parejas. Uno de los guardias civiles mostraba una patada en el parietal, otros tenían contusiones leves y varios de los denunciantes afirmaron padecer un trauma psicológico a raíz de los hechos. El pleito fue inicialmente conducido por la juez Carmen Lamela, de la Audiencia Nacional. En marzo de 2018 Concepción Espejel fue nombrada como magistrada al frente del juicio celebrado en abril de ese mismo año.
El caso fue polémico ya que el fiscal describió los hechos como un ataque terrorista y pidió de entre 12 a 62 años de prisión para los ocho acusados. Este duro enfoque de la justicia española unido a las denuncias de los partidos nacionalistas y la izquierda, por supuestas irregularidades y falta de neutralidad en el proceso, han hecho que el caso Alsasua sea criticado por diversos sectores.
La Audiencia Nacional rechazó los cargos de terrorismo, pero les condenó con sentencias que varían de entre 2 a 13 años de cárcel. La fiscalía apeló la sentencia en junio de 2018, insistiendo en la existencia de terrorismo, pero fue de nuevo rechazado en marzo de 2019.
En enero de 2022 el Tribunal Europeo de Derechos Humanos no admitió a trámite la demanda presentada por los condenados, rechazando así investigar las supuestas vulneraciones de sus derechos.

## Evolución de los acontecimientos

### Atención de medios de comunicación y polémica
El incidente inmediatamente atrajo una gran atención de los medios de comunicación españoles. Los agresores denunciados se entregaron por voluntad propia a la policía navarra. Fueron posteriormente liberados con cargos. El ministro de interior de entonces, Jorge Fernández Díaz, etiquetó el hecho como "un delito de odio" a causa de la condición de guardias civiles de los denunciantes, pero no como "kale borroka", sino como un suceso aislado.
Aun así, cuatro días más tarde, la asociación de víctimas de ETA COVITE presentó una denuncia contra los sospechosos por terrorismo y odio, además de denunciar a diversas cuentas de Twitter, al movimiento local Ospa y la campaña Alde hemendik! ("Fuera de aquí!", en euskera). El tribunal pronto reclamó la transferencia del caso a la jurisdicción de la Audiencia Nacional, un tribunal especial encargado de juzgar delitos muy graves. A pesar de que el tribunal regional descartó los cargos por terrorismo, el Tribunal Supremo autorizó el traspaso del caso a la Audiencia Nacional.

### Evidencias y declaraciones judiciales
Según el juez, los dos agentes implicados en la pelea estaban vestidos con ropa de civil. En el festival local de Alsasua, un número de jóvenes se les acercó en la barra pidiéndoles que se marcharan del lugar. Los agentes pidieron que les dejaran tranquilos pero "más tarde, unas veinticinco personas se les acercaron, con quince o veinte de ellos insultando y golpeándoles hasta que las patrullas llegaron". Iñaki Abad, uno de los jóvenes encausados, grabó un vídeo con su teléfono móvil que muestra al agente de la Guardia Civil que, según el procesamiento, había sido "brutalmente golpeado en el suelo", andando en una camisa limpia, blanca momentos después de los supuestos acontecimientos; el agente fuera de servicio golpea el teléfono de Abad pero, más tarde, se dan la mano y hablan.
Las imágenes, que cuestionan el procedimiento judicial, fueron inicialmente rechazadas como prueba por el tribunal pero más tarde fueron aceptadas como evidencia del caso.
Además de esta evidencia, el tribunal rechazó el testimonio de testigos propuestos por la defensa y otras imágenes de los hechos, así como fotografías que describen las dimensiones reales de la barra dónde el ataque tuvo lugar.

### Cargos
Los ocho jóvenes (Ohian Arnanz Ziordia, Jokin Unamuno Goikoetxea, Jon Ander Cob Amilibia, Julen Goikoetxea Larraza, Adur Ramírez de Alda Pozueta, Aratz Urrizola Ortigosa, Iñaki Abad Olea y Ainara Urkijo Goikoetxea) recibieron una amplia lista de cargos, entre las que se incluyó "terrorismo".   
En el juicio se pidió una sentencia de 62 años de prisión para uno del grupo, mientras que para el resto se pidieron 50 años, excepto a uno que afrontó una pena de 12 años de cárcel. Los acusados fueron encarcelados preventivamente bajo el artículo 573 del Código Penal, un artículo pensado para encarcelar supuestos terroristas.

### Evolución del procedimiento
En febrero de 2018, la defensa del caso rechazó a la nueva jueza del caso, Concepción Espejel, ante acusaciones de falta de neutralidad debido a que la magistrada está casada con un coronel de la Guardia Civil y por haber sido condecorada por la Orden al Mérito de la Guardia Civil. La petición de la defensa fue desestimada por "improcedente". Las audiencias tuvieron lugar del 16 al 27 de abril de 2018. El 1 de junio de 2018 la sentencia fue anunciada y la corte desestimó los cargos de terrorismo, mientras que la sala declaró a los acusados culpables de atentado a agente de la autoridad y lesiones, agravados con abuso de superioridad y discriminación, y desórdenes públicos y amenazas. Uno de los acusados fue sentenciado a 2 años de prisión, otros tres recibieron una pena de 9 años, dos a 12 años de cárcel y los dos restantes fueron castigados con 13 años de prisión.
Por su lado las familias, definiendo el procedimiento como "indignante" y "un acto de  venganza", anunciaron sus planes para apelar la sentencia. Cuatro días más tarde, la Guardia Civil arrestó a cuatro de los acusados en Alsasua  y les envió a prisión. El 14 de junio de 2018, el fiscal del caso también apeló la sentencia, argumentando de nuevo que "había terrorismo". Seis días más tarde, Iñaki Abad vio su sentencia reducida en 3 años "debido a un error", ya que la jueza decidió aceptar entonces la prueba inicial del testimonio de María José N.C., una víctima de la pelea, que declaró que Abad no se encontraba entre los agresores.
El 7 de marzo de 2019, la sentencia para las apelaciones de la defensa y del fiscal fueron filtradas por la cadena radiofónica Cadena Ser antes de su anuncio oficial por el Tribunal Nacional a las partes implicadas, confirmando mayoritariamente el veredicto inicial: no había terrorismo pero las duras sentencias eran todavía adecuadas debido a circunstancias agravantes como "discriminación ideológica" contra los agentes de Guardia Civil y sus novias. La condena de Iñaki Abad finalmente fue de 6 años de cárcel.
La decisión sobre la sentencia final del juicio fue anunciada el 9 de octubre de 2019. El tribunal describió los hechos como '
execrables', por haber estado dirigidos hacia agentes de la Guardia Civil, pero finalmente rechazó los cargos de abuso de autoridad y discriminación ideológica. La sentencia desestima la petición del fiscal a mediados de septiembre en la que afirmó que "se atacó a la Guardia Civil por ser fiel al Rey y al pueblo español". Las sentencias fueron reducidas, aunque dos jueces de los cinco discreparon de la decisión, ya que creyeron que los cargos de discriminación no debían haber sido descartados. Las familias de los condenados y su abogada, Amaia Izko, consideraron las penas impuestas como injustas y no ajustadas a los hechos objetivos, destacando la «carencia de garantías durante el proceso».

## Declaraciones durante los procedimientos
El proceso se convirtió en el centro de atención de medios de comunicación por las duras penas solicitadas y las circunstancias políticas alrededor del juicio, incluyendo ciertas afirmaciones: 
"Lo que estamos viendo en la España del siglo XXI es personas pidiendo a otras, cuyo trabajo no les gusta, que abandonen la ciudad. Esto es xenofobia, racismo, fascismo en estado puro, que es lo que defienden los supremacistas abertzales, impregnados de un nacionalismo trasnochado". José Perals, fiscal.
"Consideramos que si no se aprecia terrorismo en casos como estos retrocederíamos 20 años, a aquellos momentos en los que (en referencia a las organizaciones juveniles de ETA) Segi, Jarrai y Haika campaban a sus anchas por los pueblos del País Vasco y Navarra y algunos decían que eran cosas de los chicos de la gasolina, de la kale borroka" José Perals.
"[La sentencia muestra] un absoluto desprecio al principio de justicia, no es nada proporcional, es una venganza y tiene una intención clara de generar dolor”. Familias de los acusados.

## Reacciones

### Críticas al ataque
Las duras y explícitas acusaciones del fiscal hacia los acusados atrajeron el apoyo de las principales asociaciones de víctimas de ETA  y el apoyo explícito de partidos como Ciudadanos o el Partido Popular, que ven en los hechos como parte de la "estrategia de ETA". El 22 de octubre de 2016, la líder de COVITE, Consuelo Ordóñez, visitó el municipio de Alsasua acompañada de una notable presencia de medios. El día siguiente, el presidente español Mariano Rajoy intervino, declarando que "no habrá ninguna impunidad" para la "agresión brutal".
El 18 de abril de 2018, unas 2.500 personas, según datos de la delegación del gobierno en Navarra, acudieron a la manifestación convocada en Pamplona por varios partidos (PP, UPN, PSN y Ciudadanos) y dos asociaciones de víctimas de ETA para mostrar su apoyo a los agentes de Guardia Civil, criticando la posición del gobierno navarro en el asunto. El 1 de junio, la principal asociación de guardias civiles, AUGC, celebró las sentencias impuestas a los acusados ya que las penas servirían para que "remita paulatinamente la hostilidad" contra ellos y que se alcance el "clima de convivencia deseable en toda sociedad democrática". La asociación añadió que "no es aceptable que en un Estado de derecho los trabajadores de la seguridad pública y sus familiares, muchos de ellos menores de edad, no puedan vivir en paz a causa del uniforme que visten".
El Partido Popular de Navarra criticó que el Parlamento de Navarra aprobase una moción que, en su opinión, "apoyaba a los verdugos y no a las víctimas". Pablo Casado, presidente del Partido Popular, visitó el cuartel de la Guardia Civil en Alsasua durante la campaña electoral para las elecciones de 2018, para mostrar su apoyo al cuerpo policial declarando que "no puede haber ninguna imparcialidad entre matones golpeando a personas inocentes en un bar y servidores públicos quienes arriesgan su vida luchando por nuestros derechos y libertades".

### Críticas al proceso judicial

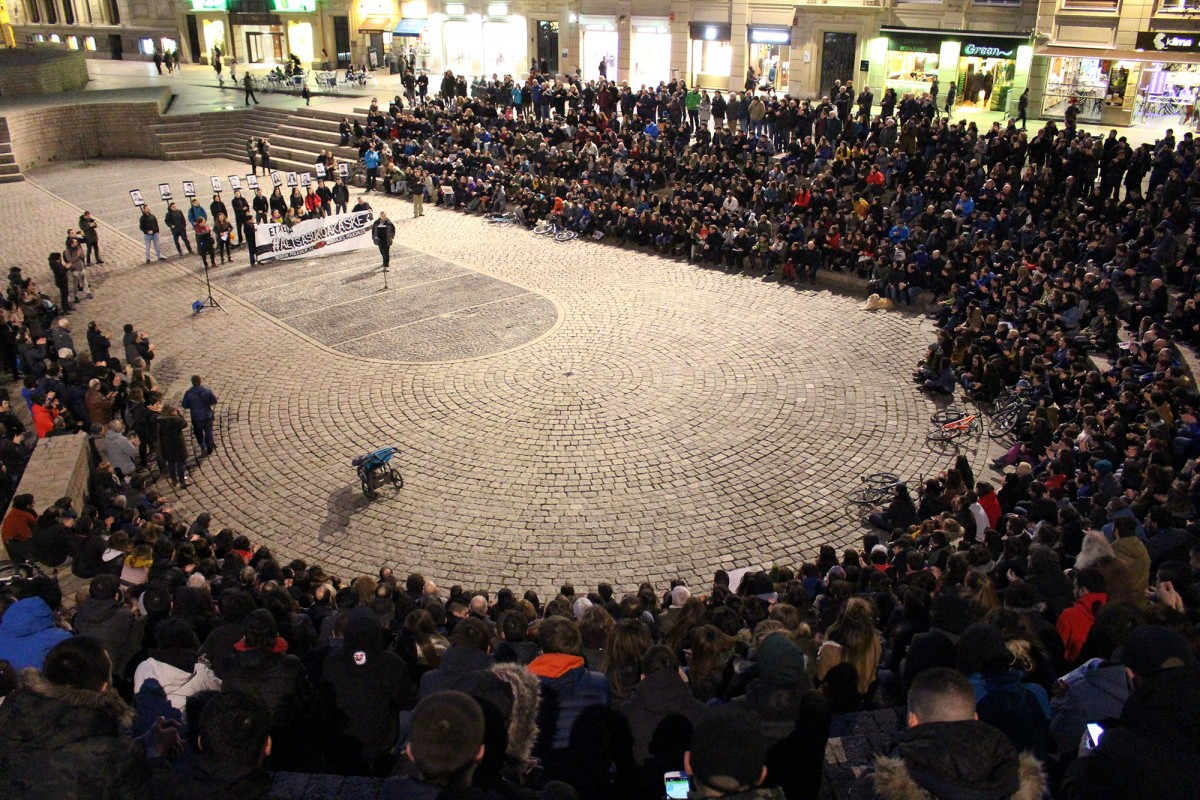
Acto solidario a favor de los encausados en Vitoria

Por otra parte, el caso ha provocado indignación y perplejidad entre políticos, sectores sociales e instituciones de Alsasua, Navarra y de las Provincias Vascas en general, cuestionando la versión oficial de los hechos. En julio de 2017, 52 miembros del Parlamento Europeo afiliados a cinco diferentes grupos parlamentarios, firmaron un documento público en el que pedían la intervención del presidente de la Comisión Europea, Jean-Claude Juncker "en atención a los principios de proporcionalidad, justicia y equidad", destacando que la petición del fiscal era "desproporcionada, carente de sentido y antidemocrática". La Comisión Europea como respuesta anunció que seguiría de cerca los acontecimientos del proceso judicial.

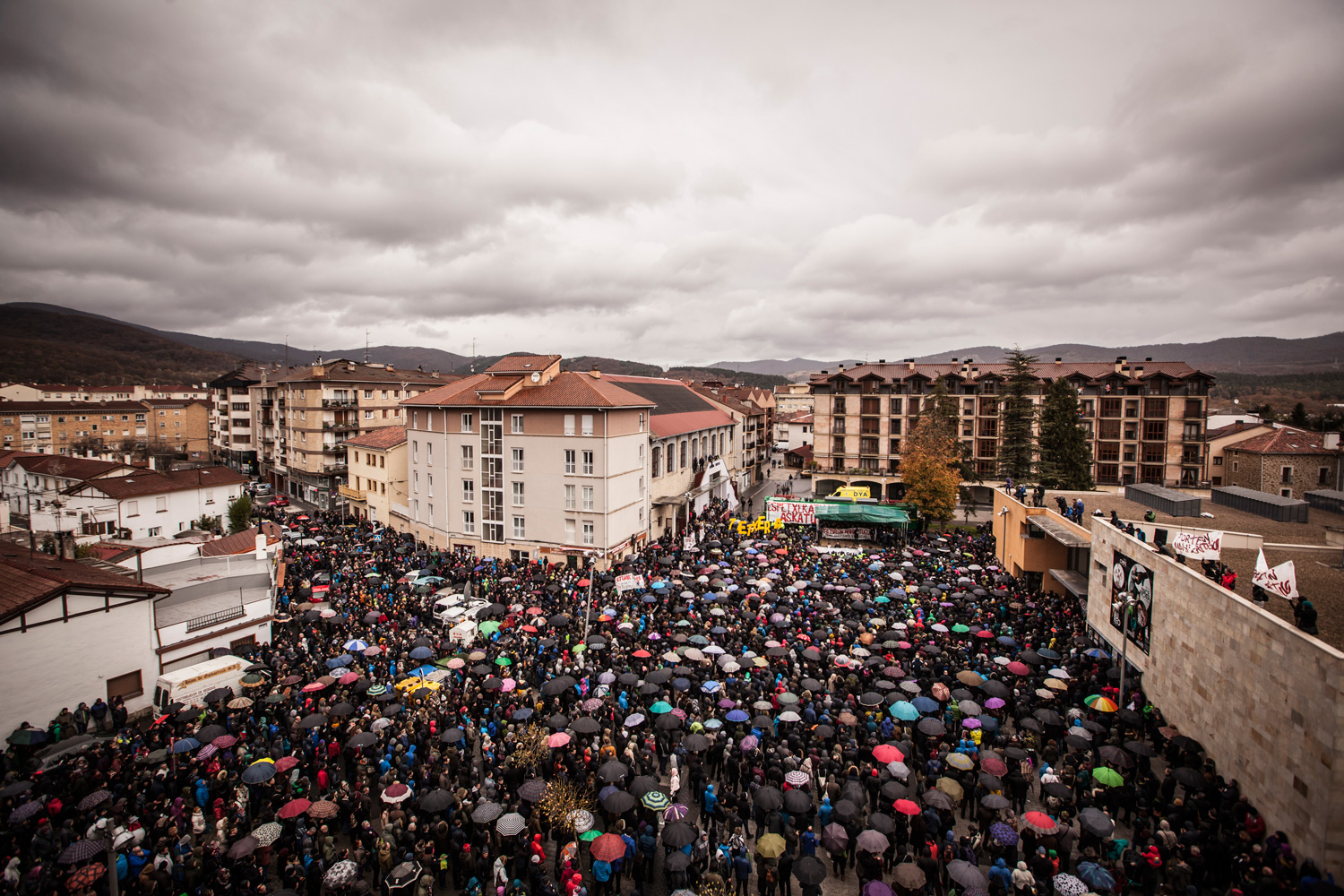
Muestra de apoyo en Alsasua a los acusados.

La organización pro-derechos humanos Amnistía Internacional definió el caso como "una ofensa muy seria", señalado el riesgo de trivialización y ambigüedad del cargo de 'terrorismo' , así como la "desproporcionalidad" de las acusaciones. La ONG mostró también su preocupación por el proceso judicial, ya que podría estar "incumpliendo el principio de imparcialidad" y "discriminando a los acusados por su ideología", añadiendo que era inconcebible la acusación de "terrorismo". También en junio de 2018, el antiguo magistrado de la Audiencia Nacional Baltasar Garzón se refirió al proceso como "una vergüenza" alimentada por una necesidad de satisfacer rencores y venganzas de determinados sectores en España, utilizando la justicia para tal fin. En una línea similar, el entrenador de fútbol Pep Guardiola criticó en junio de 2019 los 900 días de prisión de los acusados y al Estado español por este y por otros casos arrestos similares, como los relacionados con el proceso independentista catalán.

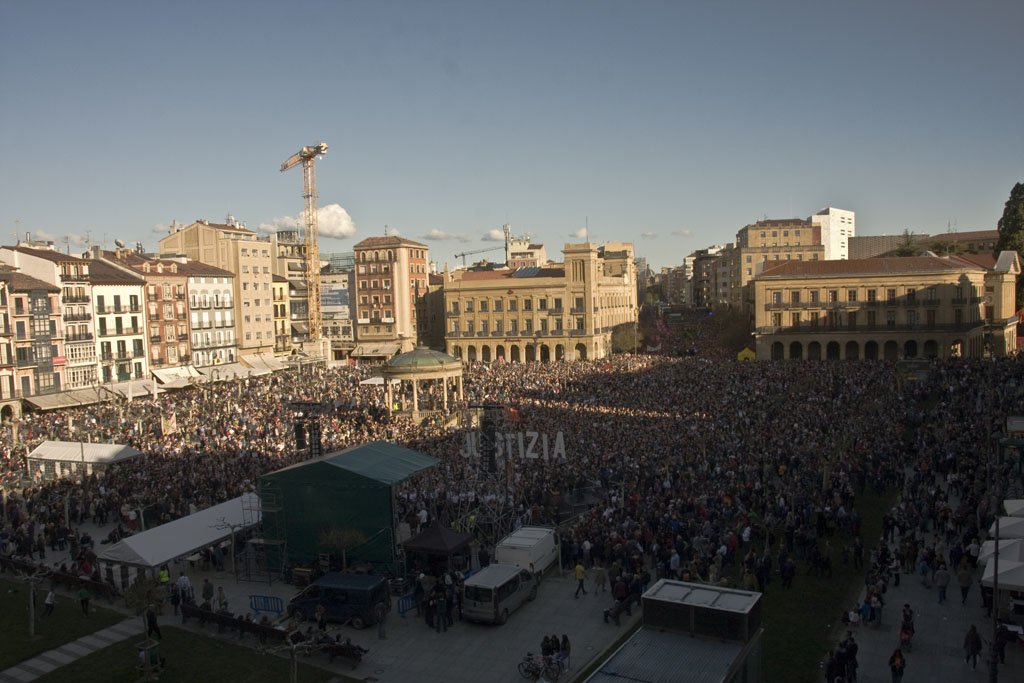
Manifestación en Pamplona en apoyo a los acusados (abril de 2018).

A raíz de las audiencias de abril, aproximadamente entre 30.000 y 50.000 manifestantes llenaron las calles de Pamplona el 14 de abril de 2018 para apoyar a los acusados y sus familias y protestar contra las condiciones en las que se estaba desarrollando el proceso judicial. El alcalde de la ciudad, Joseba Asiron (EH Bildu) y María Solana, como representante del gobierno navarro, asistieron a la manifestación, la cual también fue apoyada por los sindicatos Langile Abertzaleen Batzordeak, Eusko Langileen Alkartasuna, Comisiones Obreras y los partidos del gobierno de la comunidad foral. Por otra parte, la marcha multitudinaria fue criticada por UPN, PSN, Ciudadanos y el PP de Navarra.
Los inesperados arrestos en Alsasua de cuatro de los acusados el 5 de junio de 2018 entre fuertes medidas de seguridad aumentó el nivel de indignación contra el proceso judicial y la "desproporción" alrededor del caso. Los padres de los arrestados declararon que el proceso entero era fraude con irregularidades, "una aberración jurídica".  y anunciaron una manifestación en Pamplona el 16 de junio. El Gobierno y Parlamento de Navarra también mostraron su apoyo a las familias en "su búsqueda de la justicia".
El 16 de junio de 2018, entre 30.000 y 80.000 personas tomaron las calles de la capital navarra bajo el lema "esto no es justicia" y mostraron solidaridad con los prisioneros jóvenes, recluidos a 500 kilómetros de sus casas. La manifestación, probablemente la más masiva celebrada en Pamplona en las últimas décadas, recibió un amplio apoyo de personalidades políticas de formaciones como el PNV, EH Bildu o Podemos, un gran número de sindicatos y de asistentes venidos de otras partes de España. El 24 de marzo de 2019, 35.000 a 60.000 personas se manifestaron en la localidad de Alsasua bajo el mismo eslogan de la manifestación del anterior junio. Un número significativo de manifestantes llegó de otras partes de España, especialmente desde Cataluña y Euskadi.

## Consecuencias políticas
El caso se ha convertido en un asunto de gran importancia en el discurso de la derecha, con un alto contenido nacionalista. El 4 de noviembre de 2018, un grupo de personas, dirigido por Albert Rivera líder del partido político Ciudadanos y Fernando Savater, viajó a Alsasua para escenificar un acontecimiento de apoyo a la Guardia Civil y condena a los acusados. El Partido Popular y Vox siguieron sus pasos, mostrando un agresivo mensaje contra el independentismo y exigiendo su derecho a dar discursos en el municipio navarro. Fueron escoltados por la Guardia Civil y la Policía Nacional rodeados por un ambiente tenso. 
Un gran grupo de personas se manifestó por su presencia en el municipio. Durante los discursos, las campanas de la ciudad empezaron a repicar, y así se mantuvieron durante todo el acto, acompañadas por una sirena y un concierto de rock que se convocó muy cerca del evento. 
El 30 de mayo de 2019 los jóvenes que habían repicado las campanas recibieron una multa de 3000 €.
En vísperas del anuncio de la sentencia por parte de la Audiencia Nacional, en marzo de 2019 Pablo Casado, dirigente del Partido Popular, visitó el bar de Alsasua donde la agresión tuvo lugar para entrevistarse con un medio televisivo. La entrevista fue interrumpida por el dueño del local, que invitó a Casado a marcharse del establecimiento ya que no habían pedido permiso para filmar en dicho bar.
Los artistas Omar Jerez y Julia Martínez realizaron una performance el 13 de diciembre de 2019 en la plaza de los Fueros de Alsasua denunciando la agresión a los guardias civiles.
En 2021, el caso volvió a la luz de los medios y políticos españoles por el estreno de Altsasu, una miniserie basada en los hechos ocurridos, tras la cual, miembros del Partido Popular y Ciudadanos exigieron su retirada «inmediata».

## En la cultura

### Televisión
- Altsasu, serie de televisión de 2021 basada en el caso.

### Teatro
- Altsasu,  dirigida por María Goiricelaya.[63]